# ヴィルヘルム2世 (ヴァイマル伯)
ヴィルヘルム2世（Wilhelm II., 930/35年 - 1003年12月24日）は、ヴァイマル伯（在位：963年 - 1003年、テューリンゲン辺境伯（在位：1002年 - 1003年）。

## 生涯
ヴィルヘルム2世はヴァイマル伯ヴィルヘルム1世の長男である。ヘルメガウ（de）の伯（965年 - 1003年）、アルトガウの伯（967年 - 1003年）、フィージヒガウの伯（974年 - 1003年）の権利も保持していた。また、ナーベルガウ（de、ヘルメとヴィッパーの間）およびブライヒャーオーデ近くのオーム山にも領地を持っていた。
983年に皇帝オットー2世が亡くなった後、王家から多大な好意を受けたにもかかわらず王位継承者としてバイエルン公ハインリヒ2世を支持したため、984年にはオットー3世の支持者がヴィルヘルムの居城ヴァイマル城を包囲した。
1002年の国王選挙では再びバイエルン側に属した。また、6世紀から続くテューリンゲンに古くから課されていた豚税の廃止を実現させた。ヴァイマル伯家はテューリンゲンのエッケハルディン家にとって最強のライバルであり、エッケハルディン家は1002年にヴァイマル城を包囲した。ヴィルヘルムは王を迎え、その少し後に老衰で死去した。

## 子女
妻の名は不明である。以下の子女がいる
- ヴィルヘルム3世（1039年没） - ヴァイマル伯
- ポッポ1世（1044年以前7月13日没） - イストリア辺境伯
- アグネス - ザクセン宮中伯フリードリヒ1世と結婚